# Anungitopsis speciosa
Anungitopsis speciosa är en svampart som beskrevs av R.F. Castañeda & W.B. Kendr. 1990. Anungitopsis speciosa ingår i släktet Anungitopsis och familjen Venturiaceae.   Inga underarter finns listade i Catalogue of Life.